# Сойка-пересмешница
«Сойка-пересмешница» (англ. Mockingjay) — третий и заключительный роман трилогии Сьюзен Коллинз «Голодные игры». В США роман вышел в 2010 году (в России издан в 2011 году), и только за первую неделю было продано более 450 000 копий.

## История создания
Роман является заключительной частью трилогии «Голодные игры» и истории о Китнисс Эвердин в вымышленном постапокалиптическом мире Панема. Своим названием роман обязан вымышленной птице, обитающей в мире «Голодных игр» (считается, что именно она была изображена на обложке американского издания первой книги трилогии, в дальнейшем её изображение появилось и на издании заключительного романа). Согласно сюжету, сойка-пересмешница — гибрид обычной пересмешницы и сойки-говоруна, специально выведенной капитолийцами во время восстания в Дистрикте-13. Благодаря заложенным особенностям, мутанты могли на слух запоминать и затем воспроизводить огромные объёмы текста, что делало их незаменимыми шпионами. Повстанцы распознали уловку и стали передавать через соек-говорунов дезинформацию. Все сойки-говоруны были самцами, поэтому капитолийские ученые считали, что они сами погибнут в природе, но птицы смогли скреститься с пересмешницами. Образ сойки-пересмешницы, возникший ещё в первом романе трилогии (внимание к ней акцентируется брошью, подаренной Китнисс в «Голодных играх»; перед юбилейными 75-ми играми (сюжет романа «И вспыхнет пламя») Цинна создает для Китнисс костюм сойки-пересмешницы), становится символом восстания.

## Сюжет
После неожиданного окончания Триумфальных Голодных игр, в результате которого Китнисс оказалась в рядах повстанцев из Дистрикта-13, а Пит в заложниках у президента Панема, один за другим дистрикты начинают мятеж против власти Капитолия. Для сплочения повстанцам необходим символ, роль которого могла бы сыграть Сойка-пересмешница в лице Китнисс, и она вынужденно идёт на этот шаг, в результате которого ей снова предстоит принять участие в чужих играх в обмен на некоторые условия.

## Публикация и издание
В США и Канаде роман (книги и аудиокниги) поступил в продажу 24 августа 2010 года, хотя электронная книга была доступна к покупке за 6 дней до этого, 18 августа. 25 августа роман появился на прилавках в Новой Зеландии, Австралии и Великобритании. Только за первую неделю в США были распроданы более 450 000 копий (тираж первого издания романа составил 1,2 миллиона экземпляров, вместо заявленных 750 тысяч).  Был включён в список бестселлеров по версии Publishers Weekly за 2012 год.
В США до официального релиза проводились различные конкурсы среди поклонников серии (так в интернете Коллинз провела «13-District Blog Tour», тринадцать победителей которого получили бесплатный экземпляр романа) и книжных магазинов. Сама Коллинз присутствовала на релизе в Нью-Йорке, правда, из-за травмы руки не подписывала экземпляры, а ставила штамп.

### Издание в России
В России роман был издан издательством «Астрель», входящим в состав холдинга «АСТ», в 2011 году. В продажу поступили сразу два варианта издания, отличающиеся оформлением обложки.
| Издательство: «Астрель» Книга: «Сойка-пересмешница» Перевод: Шипулин А., Головкин М. Тираж: 15 000 экземпляров Формат: 84x108 1/32 Переплёт: Твёрдый Страниц: 416 ISBN: 978-5-271-37109-7 Дата публикации: 26 ноября 2011 года |
| Издательство: «Астрель» Книга: «Сойка-пересмешница» Перевод: Шипулин А., Головкин М. Тираж: 5 000 экземпляров Формат: 84x108 1/32 Переплёт: Твёрдый Страниц: 416 ISBN: 9785271371103 Дата публикации: 26 ноября 2011 года      |